# Милица Гладнишка
Милица Иванова Гладнишка е българска театрална, комедийна, озвучаваща актриса и джаз певица.

## Биография
Милица Гладнишка е родена на 3 юни 1976 г. в София. Прадядо ѝ е бил изследовател в Африка. Нейната майка е единствената жена тромпетистка в България, а сестра ѝ Емилия е виолистка в операта в Грац.
През 2000 г. завършва НАТФИЗ „Кръстьо Сарафов“ със специалност „Актьорско майсторство за куклен театър“ в класа на Пламен Кьорленски.

### Актьорска кариера
Участва в късометражните филми „Voice wanted“, „Мона Лиза“ и „Яне от любов“ (под режисурата на Вилма Карталска) и малка роля в пълнометражния филм „Кецове“.
През 2011 г. участва в комедийния сериал „Етажна собственост“, където прави запомняща се роля в образа на истеричната и властна гюлетласкачка Мими Драмбозова.
През 2012 г. участва и във втория много успешен сезон на реалити предаването „Черешката на тортата“, а през 2021 г. участва отново в петнадесетия сезон.
През 2013 г. е участник в първия и много успешен сезон на шоуто „Като две капки вода“, където се бори за голямата награда с Рафи Бохосян. Въпреки че не печели, през 2014 г. става част от журито на втория сезон на шоуто. Много успешно се превъплъщава в образа на различни изпълнители, като Адел, Лили Иванова, Стивън Тайлър, Валя Балканска, Бионсе, Анастейша, Сий Ло Грийн и други. През 2016 г. до 2017 г. подготвя театрално участниците в четвърти и пети сезон на предаването. През 2021 г. отново участва в девети сезон с подзаглавието „All stars“.
На 27 март 2014 г. е гост водещ на „Господари на ефира“ с Ути Бъчваров, а малко по-късно става член на постоянните водещи. Участва в „Стани богат“ на 4 април с актьора Герасим Георгиев-Геро. Печелят 3000 лева в подкрепа на инициативата на фондация Reach for Change – Game changers. От 9 юни става водеща на телевизионното шоу „Господари на ефира“ заедно с актьора Силвестър Силвестров.
През септември 2014 г. участва в музикалния спектакъл „Приказки с оркестър“ на Софийската филхармония, където си партнира с Иван Велчев.
През 2017 г. играе в Театър „Криле“ в „Сълза и смях“. Сред нейните поставновки, които играе са „Брачни безумия“, където си партнира със Симеон Владов, Милена Маркова-Маца, Жанет Миовска, Николай Тодоров и Божидар Минков, и „На един пръст от Рая“ на режисьора Алексей Кожухаров, и музикалния спектакъл „Титанично“.
През 2017 г. участва в концерт-спектакъла „Оскарите в музиката“ (по идея и сценарий на Юлия Манукян) заедно с актьора Филип Аврамов, съпровод на Плевенската филхармония и Държавна опера – Бургас, под диригентството на Левон Манукян. С този спектакъл реализира над 100 концерта в цялата страна.
В есента на 2017 г. участва в комедийния сериал на Global Films – „Полицаите от края на града“ в ролята на Вирджиния Горанова – Джиджи (съседка на семейство Пламенови и приятелка на Нели), където сериалът се излъчваше по NOVA на 9 март до 30 септември 2018 г.
През 2021 г. има рубрика в „На кафе“ с Китодар Тодоров - „Смях в залата“. През 2022 пък водят рубриката „Веселите дебати“.
През 2022 г. участва в спектакъла „Някъде накрай света“ (от Юлия Манукян) заедно с актьорите Иван Велчев и Илиан Божков под съпровода на Симфониета – Видин и диригента Левон Манукян.
От 2024 г. участва като капитан на един от двата отбора в комедийното куиз шоу „Кой да знае?“ по bTV.

### Музикална кариера
През 1998 г. се явява на кастинг за шоу програма за пеещи сервитьори в клуб „Опера“ в София, където работи заедно с Галя и Миро от „КариZма“, Орлин Павлов, певицата Тони и пианиста Живко Петров. Паралелно с НАТФИЗ учи оперно пеене при Рени Пенкова.
През 2003 г. изкарва курсове по джаз пеене в Лондон, после майсторски клас при Милчо Левиев, следват концерти в БНР и камерна зала „България“, изяви във Виена и Грац.
Заедно с пианиста Васил Спасов, тромпетиста Михаил Йосифов и неговите музиканти имат постоянен проект, наречен „Дивото зове“, с който редовно свирят по клубове из страната. Милица участва и в група „Булгара“. Милица има няколко записани песни, сред които са „Сънища“ и „Чужда сянка“.
През 2021 г. изпълнява песента „Завръщане“, а музикалният видеоклип е режисиран от Петър Бонев.

### Кариера на озвучаваща актриса
Гладнишка се занимава с озвучаване на филми и сериали около 2008 г. Първият й озвучен филм е „Уолъс и Громит: Проклятието на заека“ за bTV под режисурата на Здрава Каменова, където озвучава Лейди Тотингтън.
Тя е гласът на Fox Life от 2012 г., замествайки Калин Врачански, който поема канала Fox.
През 2015 г. е гласът на самодивата Тина във българския анимационен филм „Златната ябълка“, където си партнира с Поли Генова, Момчил Степанов и Живко Джуранов.
| Актриса             | Заглавия | Роли                                           |
| ------------------- | --- | ---------------------------------------------- |
| Арлийн Соркин       | Батман: Анимационният сериал (дублаж на Александра Аудио) Новите приключения на Батман                                                                                         | Харли Куин/Харлийн Куинзел                     |
| Грей Делайл         | Скуби-Ду: Безумни лунни чудовища (дублаж на Саунд Сити Студио) Скуби-Ду: Призрачният каубой (дублаж на Саунд Сити Студио) Лего Скуби-Ду: Призраци в Холивуд Батман срещу Робин | Дафни Блейк Саманта                            |
| Деби Райън          | Джеси (в 4-ти сезон е Симона Нанова) 16 желания Радио Бунтар | Джеси Прескот Абигейл „Аби“ Дженсън Тара Адамс |
| Кейти Лоц           | Стрелата (от пети до осми сезон) Легендите на утрешния ден | Сара Ланс / Бялото канарче                     |
| Крий Съмър          | Атлантида 2: Завръщането на Майло Земята преди време (сериал) | Кралица Кида Типи                              |
| Мелиса Маккарти     | Самоличност на аванта Малката русалка | Даяна/Доун Бъджи Урсула                        |
| Ника Фътърман       | Батман: Смели и дръзки Междузвездни войни: Войните на клонираните | Селина Кайл/Жената-котка Си Снутълс            |
| Сара Силвърман      | Разбивачът Ралф Ралф разбива интернета | Ванилъпи фон Шуиц                              |
| Хелена Бонам Картър | Уолъс и Громит: Проклятието на заека (дублаж на bTV) Клетниците | Лейди Тотингтън Мадам Тенардие                 |

### Анимационни сериали (войсоувър дублаж)
- „Батман“ (дублаж на Александра Аудио), 2009
- „Дора изследователката“, 2011 – 2012
- „Смърфовете“ (втори дублаж на БНТ), 2011
- „Фермата на Отис“, 2011
- „Футурама“ (от първи сезон) – Лийла (Кейти Сегал), 2012

### Анимационни сериали (насинхронен дублаж)
- „Бен 10“ (дублаж на Александра Аудио), 2009 – 2010
- „Законът на Майло Мърфи“, 2016
- „Кръстници-вълшебници“ (дублаж на Александра Аудио) – Уанда, 2010
- „Невероятните неприключения на Флапджак“, 2009
- „Редакай“, 2011 – 2013

### Игрални сериали (войсоувър дублаж)
- „H2O: Просто добави вода“ (дублаж на Триада)
- „Библиотекарите“ (от първи до трети сезон) – Ийв Беърд (Ребека Ромейн)
- „Да, мило“
- „Да живееш с Фран“ – Тейлър (Мишел Пиърс)
- „Дневниците на Кари“ – Кари Брадшоу (Анасофия Роб), 2015
- „Земя на честта“, 2016
- „Изчезнали“ – Кит Ланигън (Левън Рамбин)
- „Илай Стоун“
- „Имението Даунтън“ (дублаж на Саунд Сити Студио), 2021
- „Италианската булка“, 2017
- „Орвил“, 2017 – 2019
- „Островът на обречените“ (дублажи на Тайтъл Бе-Ге и Александра Аудио)
- „Секс до дупка“ (дублаж на Триада), 2010
- „Стрелата“, 2017

### Игрални сериали (насинхронен дублаж)
- „К-9“, 2010
- „Джеси“, 2014
- „Късмет, Чарли!“, 2010 – 2014
- „Стрелата“ (от пети до осми сезон), 2017 – 2020

### Анимационни филми (войсоувър дублаж)
- „Братът на мечката 2“, 2016
- „Лоракс“ (дублаж на студио VMS) – Одри (Тейлър Суифт), 2017
- „Помощ, аз съм риба“ (дублаж на БНТ), 2012
- „През плета“ – Стела (Уанда Сайкс) / Гладис Шарп (Алисън Джени), 2010

### Анимационни филми (насинхронен дублаж)
- „Алфа и Омега“ – Ив, 2010
- „Барби и диамантеният дворец“ – Лидия, 2008
- „В небето“ – Допълнителни гласове, 2009
- „Гномео и Жулиета“ (дублаж на Александра Аудио) – Нанет (Ашли Дженсън), 2011
- „Камбанка и изгубеното съкровище“ – Други гласове, 2009
- „Камбанка и феята пират“ – Лирия, 2014
- „Кокозайо и Хамстерът на мрака“ – Мег, 2022[9]
- „Коледна песен“, 2009
- „Нико и пътят към звездите“, 2012
- „Облачно с кюфтета“ – Други гласове, 2009
- „Приключенията на Сами“, 2011
- „Рапунцел и разбойникът“ – Майка Готел (вокал), 2010
- „Рио 2“ – Рапиращ ленивец, 2014
- „Ронал Варварина“ – Кралицата на амазонките, 2012
- „Чудовища срещу извънземни“ – Уенди Мърфи, 2009
- „Щъркели“ – Тюлип, 2016

### Игрални филми (войсоувър дублаж)
- „Безкрайният годеж“ (дублаж на студио VMS) – Вайълет Барнс (Емили Блънт), 2017
- „Библиотекарят: В търсене на копието“ (дублаж на Медия линк) – Никол Нуун (Соня Уолгър) / Дебра (Лиса Бренър) / Джил (Джесика Морено)
- „Библиотекарят 2“ – Емили Дейвънпорт (Габриел Ануар)
- „Библиотекарят 3“ – Симон Реноар (Стана Катик)
- „Бързи и яростни 6“ – Жизел Яшар (Гал Гадот) / Елена Невес (Елза Патаки), 2017
- „Вроден порок“ – Пени Кимбол (Рийз Уидърспун), 2018
- „Големият Стан“ – Минди (Дженифър Морисън)
- „Джем и холограмите“ – Ерика Реймънд (Джулиет Луис)
- „Диваци“ – Елена Санчез (Салма Хайек), 2017
- „Емпайър Стейт“ – Мария (Лидия Хъл) / Дина Потамитис (Шарън Анджела)
- „Ерагон“ – Сапфира (Рейчъл Вайс)
- „Клетниците“ – Козет (Аманда Сайфред)
- „Красавицата и звярът“ (2014) – Бел (Леа Седу)
- „Послания от мрака“ – Кони Милс (Лора Лини), 2015
- „Призраци на бивши гаджета“ – Джени Пероти (Дженифър Гарнър)
- „Призрачен ездач“ (дублаж на bTV) – Роксан Симпсън (Ева Мендес), 2012
- „С жени на море“ (дублаж на Медия линк), 2017
- „Снежен снаряд“ – Министър Мейсън (Тилда Суинтън) / Учителката (Алисън Пил) / Йона (Ко Асунг)
- „Терминатор: Генисис“ (дублаж на студио VMS) – Сара Конър (Емилия Кларк) / Детектив Чунг (Сандрин Холт)
- „Фалшиво обвинение“ – Морийн Хенсън (Кейт Джаксън)
- „Хванете Папи“ – Сиси (София Вергара)

### Игрални филми (насинхронен дублаж)
- „Мармадюк“ (дублаж на Александра Аудио) – Джесика Колстат (Хедър Дорксен), 2010
- „Мистерията на къщата с часовника“ – Госпожа Барнавелт (Лоренца Изо), 2018
- „Падингтън“ – Милисънт Клайд (Никол Кидман), 2014
- „Покемон: Детектив Пикачу“ – Луси Стивънс (Катрин Нютън), 2019

## Филмография
- „Voice Wanted“ (2010) – Яна[10][11]
- „Кецове“ (2011)
- „Етажна собственост“ (2011 – 2013) – Мими Драмбозова
- „Яне от любов“ (2013) – Милица
- „Златната ябълка“ (2018) – Самодивата Тина (глас)
- „Полицаите от края на града“ (2018) – Вирджиния Горанова – Джиджи
- „Мона Лиза“ (2020)

## Личен живот
От 2013 г. има връзка с колегата си от дублажа Иван Велчев.

## Други дейности
В края на 2021 г. е автор на музиката на пиесата „4 жени без 4G“ с Иван Велчев в Драматично-куклен театър „Константин Величков“ в град Пазарджик.

## Награди
През 2017 г. е номинирана за наградата „Икар“ в категория „най-добър дублаж“ (актриса) (тогава наричана „Златен глас“) за ролята на Тюлип в дублажа на „Щъркели“, за която е номинирана с Татяна Захова за Джил Каргман в „Майка бунтар“ и Даниела Йорданова за Ейлюл и Бахар в „Прости ми“. Печели Захова.
На 1 февруари 2024 г. печели наградата „Икар“ за ролята на Урсула в игралния вариант на „Малката русалка“. Другите номинирани са Яница Маслинкова за ролята на Рючхан в „Три сестри“ в „Духове“ и Елисавета Господинова за ролята на Мари Шмид в „Агент 355“.